# 80 av. J.-C.
Cette page concerne l'année 80 av. J.-C. du calendrier julien proleptique.

## Événements
- 9 octobre 81 av. J.-C. (1er janvier 674 du calendrier romain) : début à Rome du consulat de Sylla (pour la seconde fois) et Quintus Caecilius Metellus Pius[1]. 
  - Sylla dévaste les cités étrusques. Il assiège et prend Volterra (80-79 av. J.-C.), impose une limitation de la citoyenneté romaine octroyée aux Étrusques en 89 av. J.-C. et confisque une partie du territoire des villes de Chiusi, Arezzo, Fiesole et Volterra pour y installer ses vétérans comme colons[2].

- Mars : fin du second règne de Ptolémée IX Sôter II en Égypte[3].
  - Bérénice III, fille de Ptolémée IX et veuve de son oncle Ptolémée X Alexandre Ier, prend le titre de reine à la mort de son père, mais six mois plus tard un fils de Ptolémée X, qui se trouve à Rome, rentre en Égypte, épouse Bérénice, prend le nom de Ptolémée XI Alexandre II, puis fait assassiner sa femme après 19 jours[4]. Il règne pendant 47 jours.

- Printemps, guerre sertorienne : Sertorius, après avoir mis en déroute à Mellaria, dans le golfe de Gadès, une force navale sous le commandement d'Aurelius Cotta, débarque dans la péninsule Ibérique[5]. Il bat ensuite le gouverneur d'Hispanie ultérieure Lucius Fufidius sur les rives du Baetis[6].

- Avant le 11 septembre[3] : peu après son accession au trône d'Égypte, Ptolémée XI Alexandre II, fils de Ptolémée X Alexandre Ier imposé par Sylla, est tué par le peuple d'Alexandrie pour avoir fait assassiner son épouse, belle-mère[7] et cousine Bérénice III. Il est censé avoir légué l’Égypte aux Romains, selon ces derniers. À sa place monte sur le trône Ptolémée XII Philopator Philadelphe Néos Dionysos, dit Aulète (joueur de flûte) (fin en 58 av. J.-C.), fils illégitime de Ptolémée IX Sôter II, mais il n’est pas reconnu par Rome.
- Plaidoirie de Cicéron dans l'affaire Sextus Roscius à la fin de l’année[8]. Sextus le jeune, accusé du meurtre de son père, est acquitté faute de preuves.
- Orodès Ier succède à Gotarzès comme roi des Parthes en Babylonie (fin de règne en 76 av. J.-C.)[9].
- Pompéi, ville samnite, reçoit une colonie romaine[10].

## Naissances
- Vercingétorix, roi arverne ayant fédéré les tribus gauloises lors de la guerre des Gaules (date approximative).
- Énésidème, philosophe sceptique (date approximative).
- Antigone II Mattathiah, dernier roi hasmonéen (date approximative).

## Décès en 80 av. J.-C.
- Mars : Ptolémée IX Sôter II, roi d’Égypte.
- Août-septembre : Bérénice III, fille du précédent et veuve de son oncle Ptolémée X Alexandre Ier, assassinée peu après leur mariage par son cousin Ptolémée XI Alexandre II.
- Septembre : Ptolémée XI Alexandre II, assassiné en représailles par le peuple d'Alexandrie.